# Чемпіонат України з хокею 2021—2022
Чемпіонат України з хокею 2021—2022 — 30-й чемпіонат України з хокею, в якому взяли участь дев'ять клубів.

## Огляд
24 листопада 2021 року 4 клуби ліги, серед них і чинний чемпіон України «Донбас», заявили про створення Української хокейної суперліги. 24 лютого 2022 року сезон було призупинено внаслідок російського вторгнення в Україну. 14 травня 2022 року Рада Федерації хокею України затвердила підсумки перерваного клубного сезону станом на 24 лютого 2022 року.

## Турнірна таблиця
| Поз | Команда         | М  | В  | ВО | ПО | П  | ГЗ  | ГП  | Різ  | О  | Підсумковий результат |
| --- | --------------- | -- | -- | -- | -- | -- | --- | --- | ---- | -- | --------------------- |
| 1   | Сокіл (Київ)    | 28 | 23 | 1  | 0  | 4  | 158 | 58  | +100 | 48 |                       |
| 2   | Кременчук       | 25 | 15 | 4  | 0  | 6  | 113 | 60  | +53  | 38 |                       |
| 3   | Дніпро (Херсон) | 26 | 9  | 2  | 4  | 11 | 73  | 94  | −21  | 26 |                       |
| 4   | Берсерки        | 26 | 6  | 3  | 4  | 13 | 71  | 106 | −35  | 22 |                       |
| 5   | БСФК (Бровари)  | 27 | 1  | 2  | 4  | 20 | 56  | 153 | −97  | 10 |                       |
| 6   | Донбас          | 0  | 0  | 0  | 0  | 0  | 0   | 0   | 0    | 0  | Виключено з турніру   |
| 7   | Краматорськ     | 0  | 0  | 0  | 0  | 0  | 0   | 0   | 0    | 0  | Виключено з турніру   |
| 8   | Білий Барс      | 0  | 0  | 0  | 0  | 0  | 0   | 0   | 0    | 0  | Виключено з турніру   |
| 9   | Маріуполь       | 0  | 0  | 0  | 0  | 0  | 0   | 0   | 0    | 0  | Виключено з турніру   |